# 休克療法 (經濟學)
休克療法（英語：shock therapy），一種總體經濟學方案，由國家主動、突然性的放鬆價格與貨幣管制，減少國家補助，快速的進行貿易自由化，這個類型的計畫，常會伴隨將原本由國家控制的公有資產進行大規模的私有化措施。
這種作法適用於原本採用計劃經濟或社會主義的國家，在面臨經濟危機，產生嚴重通貨膨脹時。最早被認為源自密尔顿·弗里德曼。美國哈佛大學經濟學教授傑佛瑞·薩克斯將其改稱為休克療法。密尔顿·弗里德曼與傑佛瑞·薩克斯的主要差異，只在於兩者經濟自由化的規模不同。傑佛瑞·薩克斯認為推行私有化是穩定經濟秩序最重要的步驟之一。

## 概念
該術語由娜歐米·克萊因在2007年的著作《休克主義》中推廣。加圖研究所的約翰·諾伯格批評了這本書，稱休克療法的概念被錯誤地歸因於弗里德曼。根據諾伯格的說法，弗里德曼的名言：「只有危機，無論是實際還是可預見的，可以產生真正的變化」 ("Only a crisis—actual or perceived—produces real change"）在離開上下文語境後被誤解了。
經濟學家傑佛瑞·薩克斯表示，他從未選擇「休克療法」一詞，且不喜歡它，並斷言「這個術語會被新聞和公眾討論所覆蓋」，並且該詞「聽起來比它原本要痛苦得多」。

### 理論
此种经济手段的基本用意在于：采取严格从紧的金融货币政策，辅以压缩消费的手段，强行弥合总供给与总需求之间的缺口，达到短时间内遏制通货膨胀的目的。

### 通貨膨脹
根據歷史資料，提出休克療法的傑佛瑞·薩克斯觀察到，在遭遇惡性通貨膨脹的時期，絕大多數都會在某個決定性一擊之後就突然徹底結束，有時候僅需要一天的時間。

## 歷史

### 1948年西德
儘管休克療法一詞在1985年玻利維亞採取行動後才出現，但貢薩洛·桑切斯·德洛薩達（玻利維亞政策的製定者）和傑佛瑞·薩克斯都受到1948年西德改革的影響。

### 1975年智利
1975年的智利奇迹，是休克療法首次成功的案例。由一群有留學芝加哥大學背景的財經官員（被暱稱為芝加哥男孩），根據密尔顿·弗里德曼的理念所擬定的經濟政策，成功解決了智利當時的恶性通货膨胀，使智利經濟恢復正常。

### 1985年玻利维亚
1985年，玻利維亞的財政計畫部長贡萨洛·桑切斯·德洛萨达採用傑佛瑞·薩克斯的建議，解決了當時面對的恶性通货膨胀問題。根據1947年至1948年間，西德面對恶性通货膨胀的歷史經驗，傑佛瑞·薩克斯對玻利維亞擬定的經濟建議方案，成為日後休克療法的重要依據。

### 90年代欧洲社会主义国家
90年代，在东欧剧变及苏联解体后，诸多原华约成员国及部分原苏联加盟共和国進行轉型時，傑佛瑞·薩克斯的想法在東歐被廣泛應用，如波蘭與捷克，都採用這套方案。蘇聯在放棄社會主義進行轉型時，也同樣採用了休克療法，成功擺脫了惡性通貨膨脹。但是蘇俄在擺脫惡性通貨膨脹之後，美國並未依照傑佛瑞·薩克斯的建議給與資金上的支持，穩定蘇聯的經濟局面；因前蘇聯國家都使用盧布來交易，蘇俄無法按照自己的狀況使盧布匯率自由化，再加上進行私有化時，原有的公有資產被政治權貴掠奪為私人財產，這些因素都使得蘇聯在擺脫惡性通貨膨脹之後，經濟並未成長，反而加速了蘇聯的解體。
因為一連串的成功，休克療法成為新自由主義的重要經濟政策方向之一。1997年，亞洲金融危機時，IMF在亞洲推動休克療法，因為成效不彰，引起許多爭議，許多經濟學者，如约瑟夫·斯蒂格利茨等，開始質疑這種作法反而使經濟危機加遽。约瑟夫·斯蒂格利茨分析蘇聯在使用休克療法時帶來的副作用，重新解釋了這套作法成功的原因，以及其不足之處。

#### 波蘭
當經濟自由主義來到波蘭時，政府接受了薩克斯的建議，並撤銷了價格控制和對國有企業的補貼。但是，波蘭的國有部門私有化變革更為漸進。當時波蘭所需的債務免除與美歐援助被及時滿足，且波蘭經濟官員中曾在歐美留學者也多於俄國。截至2008年，波蘭國民生產總值較1989年增長77％。此外，波蘭的不平等實際上在實施經濟改革後就在減少。1993-2004年，波蘭的收入水平已回到歐盟水平。

#### 俄罗斯联邦
1991年12月25日苏联解体后，俄罗斯联邦总统叶利钦对该国实行休克疗法以将俄罗斯经济体制由社会主义计划经济转型为资本主义市场经济，且叶利钦希望每一名俄罗斯公民都持有股票和债券，拥有别墅和小汽车。但是由于操作不当导致俄罗斯经济衰落，贫困率高增。

## 外部連結
- PBS - Commanding Heights: Shock therapy （页面存档备份，存于）
- The Shock Doctrine | Naomi Klein （页面存档备份，存于）